# فكتوريا عميش
فكتوريا عميش(1944- 25 يناير 2006) مخرجة أردنية أخرجت للتلفزيون الأردني العديد من البرامج التلفزيونية أبرزها يسعد صباحك

## حياتها
ولدت عام 1944 في العاصمة عمان، تلقّت تعليمها الأبتدائي في مدرسة العيزرية للراهبات في القدس، ثم أكملت الدراسة الثانوية في مدرسة زين الشرف الثانوية في عمان. حصلت على بكالوريوس في علم الاجتماع من جامعة عين شمس. نالت درجة الماجستير في الإخراج من جامعة برلين الحرة بألمانيا.

## مشوارها المهني
التحقت للعمل في التلفزيون الأردني عام 1968 حيث أخرجت عدداً كبيراً من البرامج والوثائقيات أهمها البرنامج الوثائقي «ديرتنا ديرة العز»، مسلسل أهلا حكومة، وبرنامج «الموسيقى فن وشعر» والبرنامج الوثائقي «سماء من رخام». كما أشرفت على إعداد وإخراج البرنامج الجماهيري يسعد صباحك الذي يذاع صباح كل يوم جمعة لمدة 12 عاماً ا حيث كان لهـا دور كبير من خلال أعمال الدراما والمنوعات والتدريب وتخريج جيل من المذيعات مثل منتهى الرمحي، أسيل الخريشا، لانا القسوس، نجاح المساعيد ورنا سلطان اللواتي استقطبن من قبل محطات فضائية لخبرتهن
.

## وفاتها
توفيت في عمان في 25 يناير عام 2006 بسبب احتشاء في عضلة القلب وتم اكتشاف وفاتها بعد يومين.